# Glanzende tepelhoren
De Glanzende tepelhoren (Euspira pulchella; een veelgebruikt synoniem is Euspira nitida) is een in zee levende kieuwslak.

## Beschrijving

### Schelpkenmerken
De Glanzende tepelhoren heeft een vrijwel kogelronde schelp die iets hoger dan breed is.
Er is een tamelijk spitse apex. Er zijn 5-6 bolle windingen met een ondiepe sutuur ertussen. De mondopening van de schelp is iets eivormig en heeft een regelmatig afgeronde onderzijde. Een sifokanaal is afwezig. Er is een navel die deels door callus bedekt wordt. Het schelpoppervlak is geheel glad, is bij verse exemplaren glanzend en mist elke sculptuur. De kleur van de schelp is licht bruingeel, en heeft oranje tot roodbruine vlekjes die in vier à vijf horizontale spiraallijnen gerangschikt zijn. Bij op het strand aangespoelde exemplaren is de schelp vaak blauwzwart verkleurd.

### Afmetingen van de schelp
- Hoogte: tot 16 mm.
- Breedte: tot 14 mm.

### Habitat en levenswijze
Glanzende tepelhorens zijn actieve carnivoren en leven van predatie op tweekleppige weekdieren zoals Nonnetjes, andere Tellinacea, Zaagjes en Halfgeknotte strandschelpen. Echter, er zijn vele andere soorten weekdieren, waaronder ook slakkensoorten als prooi gemeld. Zelfs kannibalisme is waargenomen. De slakken 'boren' (als het niet anders kan!) met behulp van hun radula een rond gaatje in de schelp van hun slachtoffer. Als een tepelhoren in het zand een geschikte prooi gevonden heeft dan wordt, terwijl de dieren begraven in het zand zitten, de prooi volledig met de voet van de slak omvat waarop de radula van de slak met heen en weer draaiende bewegingen het gat kan boren. Het gat wordt volkomen mechanisch gemaakt: er komen geen chemische stoffen zoals zuren aan te pas. Als boorsnelheid is 0,1 mm per 4 uur genoteerd. Als het gat compleet is dan begint de slak zijn slachtoffer op te eten. Dit kan tot 60 uur duren wat niet vreemd is omdat het dier ongeveer zijn eigen gewicht aan vlees moet verteren. De afgeschraapte kalk wordt via de spijsvertering afgevoerd en de eerste uitwerpselen bevatten dan ook voornamelijk dit schraapsel.
De dieren leven op en in bodems van los zand in waterdiepten beneden de laagste laagwaterlijn tot ongeveer 100 meter. De soort is het algemeenst in waterdiepten tussen 7 en 50 meter.

### Voortplanting
De dieren zijn van gescheiden geslacht en er zijn ongeveer anderhalf maal zoveel vrouwtjes als mannetjes. De voortplanting geschiedt tijdens het voorjaar en de zomer en de eieren worden in hetzelfde zand gelegd waarin de volwassen dieren zelf leven. Na ongeveer drie weken komen de larven uit de eieren. De larven zijn vrij in het zeewater zwevende veligerlarven. Als de larvale schelp ongeveer 3,5 winding groot is dan vindt de broedval plaats. De dieren kunnen waarschijnlijk vijf à zes jaar oud worden.

### Areaal
Van Noorwegen tot in de Middellandse Zee; in de Noordzee en het Kanaal.
Vrij algemeen in het aanspoelsel op de Nederlandse en Belgische Noordzeestranden. De soort is soms massaal in het aanspoelsel van de Hollandse stranden te vinden.

### Fossiel voorkomen
De Glanzende tepelhoren is sinds het Plioceen aanwezig in de Noordzee en komt niet algemeen voor in alle jongere mariene afzettingen in Nederland en België.

## Verwijzingen